# Castellana Grotte
Castellana Grotte község (comune) Olaszország Puglia régiójában, Bari megyében.

## Fekvése
Baritól délkeletre, a Murgia-fennsíkon fekszik.

## Története
A település első említése a 10. századból származik.

## Népessége
A lakosság számának alakulása:

## Főbb látnivalói
A castellanai barlang Olaszország legnagyobb föld alatti karsztkomplexuma, megközelítőleg 3 km hosszú, érdekes cseppkőalakzatokkal.